# بريندا بليثين
بريندا بليثين (بالإنجليزية: Brenda Blethyn)‏ مواليد 20 فبراير 1946 في كنت، إنجلترا، هي ممثلة إنجليزية بدأت مسيرتها الفنية عام 1980. كما أنها من الفائزات بجائزة غولدن غلوب.

## روابط خارجية
- بريندا بليثين على موقع IMDb (الإنجليزية)
- بريندا بليثين على موقع روتن توميتوز (الإنجليزية)
- بريندا بليثين على موقع ألو سيني (الفرنسية)
- بريندا بليثين على موقع ميوزك برينز (الإنجليزية)
- بريندا بليثين على موقع تيرنر كلاسيك موفيز (الإنجليزية)
- بريندا بليثين على موقع أول موفي (الإنجليزية)
- بريندا بليثين على موقع قاعدة بيانات برودواي على الإنترنت (الإنجليزية)
- بريندا بليثين على موقع قاعدة بيانات الأفلام السويدية (السويدية)
- بريندا بليثين على موقع إن إن دي بي (الإنجليزية)
- بريندا بليثين على موقع أول ميوزيك (الإنجليزية)